# Nickeyeah Indian Reserve 25
Nickeyeah Indian Reserve 25 är ett reservat i Kanada.   Det ligger i provinsen British Columbia, i den södra delen av landet, 3 400 km väster om huvudstaden Ottawa.
I omgivningarna runt Nickeyeah Indian Reserve 25 växer i huvudsak barrskog. Runt Nickeyeah Indian Reserve 25 är det glesbefolkat, med 9 invånare per kvadratkilometer.